# 七星瓢虫
七星瓢蟲（学名：Coccinella septempunctata）是歐洲最普遍的瓢蟲。牠的鞘翅呈紅色，但每邊均有三個黑點，另一個黑點則在兩個鞘翅中央，共有七個黑點，其學名亦是以此為名。
七星瓢蟲的生態分佈很廣，差不多有蚜蟲的地方就有牠們的蹤跡。成蟲及幼蟲都是吃蚜蟲的，故此在北美洲牠們被用作為生物防治來控制蚜蟲，並成為美國多個州份的州昆蟲。在1996年七星瓢虫也被评选为芬兰的标志性昆虫（国虫）。
在英國，七星瓢蟲可能會被異色瓢蟲所淘汰。但在北美洲，七星瓢蟲卻排擠了其他本地物種。

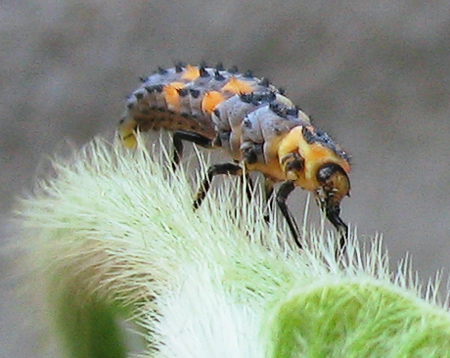
七星瓢虫的幼虫